# Jundeliškės (gmina Birsztany)
Jundeliškės (hist., pol. Jundziliszki, Ustronie) – wieś na Litwie w rejonie birsztańskim okręgu kowieńskiego, 6 km na południowy wschód od Birsztan, nad rzeką Wierzchnią (obecnie Verknė).

## Historia
Przed I wojną światową majątek, folwark i wieś nazywały się Ustronie. Dobra te należały od XVI wieku do rodziny Epereyszych, pochodzenia węgierskiego. W drugiej połowie XVIII wieku Ustronie przeszły na własność rodziny Siemaszków herbu Łabędź. Marianna Siemaszko (~1770–1813), wychodząc za Apolinarego Morawskiego (~1770–1838) herbu Dąbrowa, szambelana króla Stanisława Augusta, wniosła majątek w wianie do rodziny Morawskich. Ich syn Stanisław Morawski odziedziczywszy majątek po rodzicach, osiedlił się w 1838 roku w Ustroniu (i tu zmarł 15 lat później). Majątek pozostał w rękach rodziny Morawskich prawdopodobnie aż do I wojny światowej. W 1850 roku tutejsze dobra Morawskich składały się z 1 folwarku, 6 wsi i 1030 dziesięcin ziemi.
Po III rozbiorze Polski w 1795 roku dobra Ustronie, wcześniej wchodzące w skład województwa trockiego Rzeczypospolitej znalazły się na terenie powiatu trockiego guberni wileńskiej Imperium Rosyjskiego. W II połowie XIX wieku należało do  parafii Niemoniuny, obecnie Nemajūnai. 10 października 1920 roku na podstawie umowy suwalskiej przyznano je Litwie, która w okresie 1940–1990, jako Litewska Socjalistyczna Republika Radziecka, wchodziła w skład ZSRR. 
W 1959 roku wieś liczyła 163 osoby, w 2001 roku mieszkało tu 101 osób, a w 2011 roku wieś liczyła 75 mieszkańców.
W 1958 roku wybudowano we wsi zaporę na rzece Verknė i małą elektrownię wodną, tworząc jednocześnie zalew o powierzchni 24 ha.

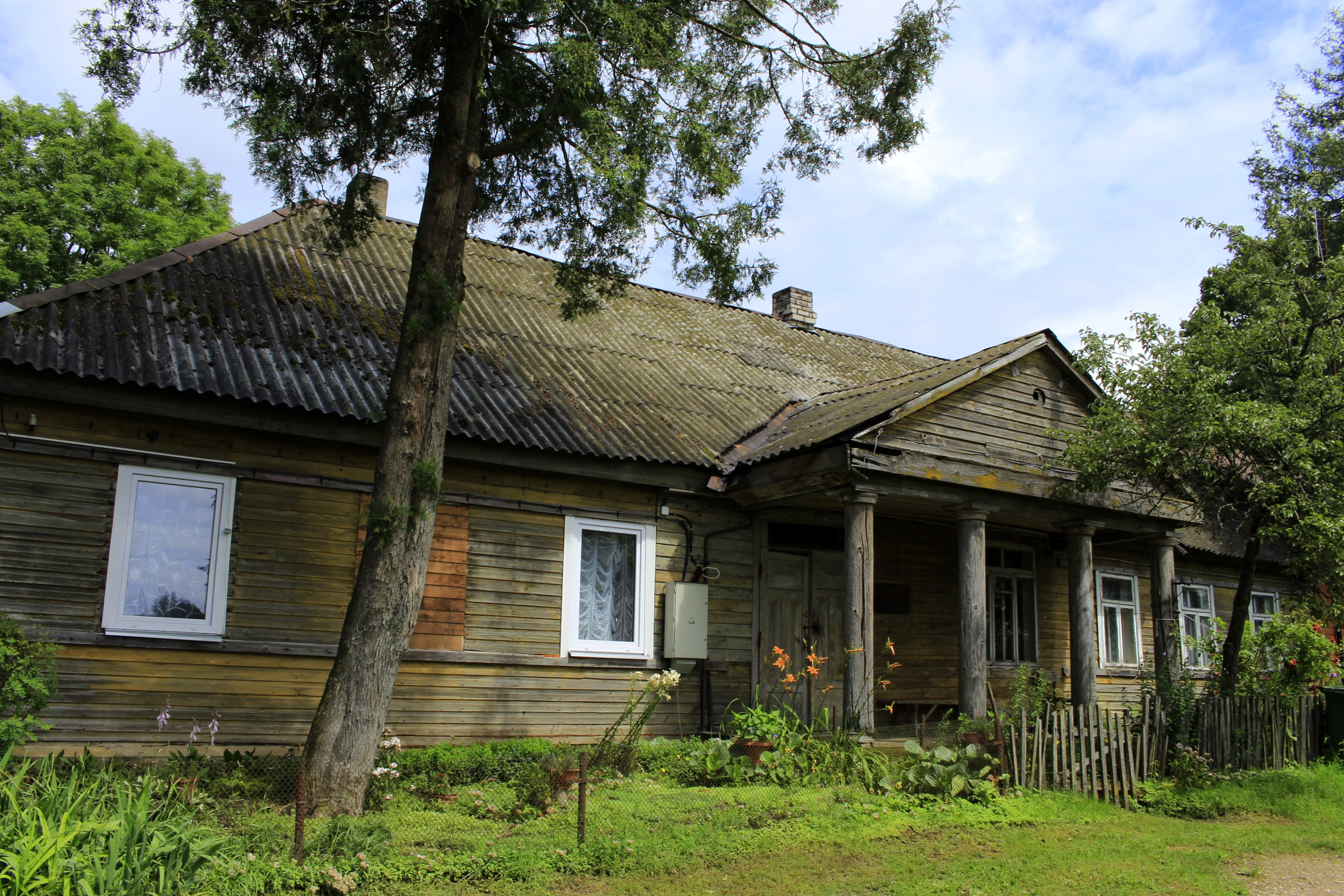
Fasada dworu Morawskich (2016)

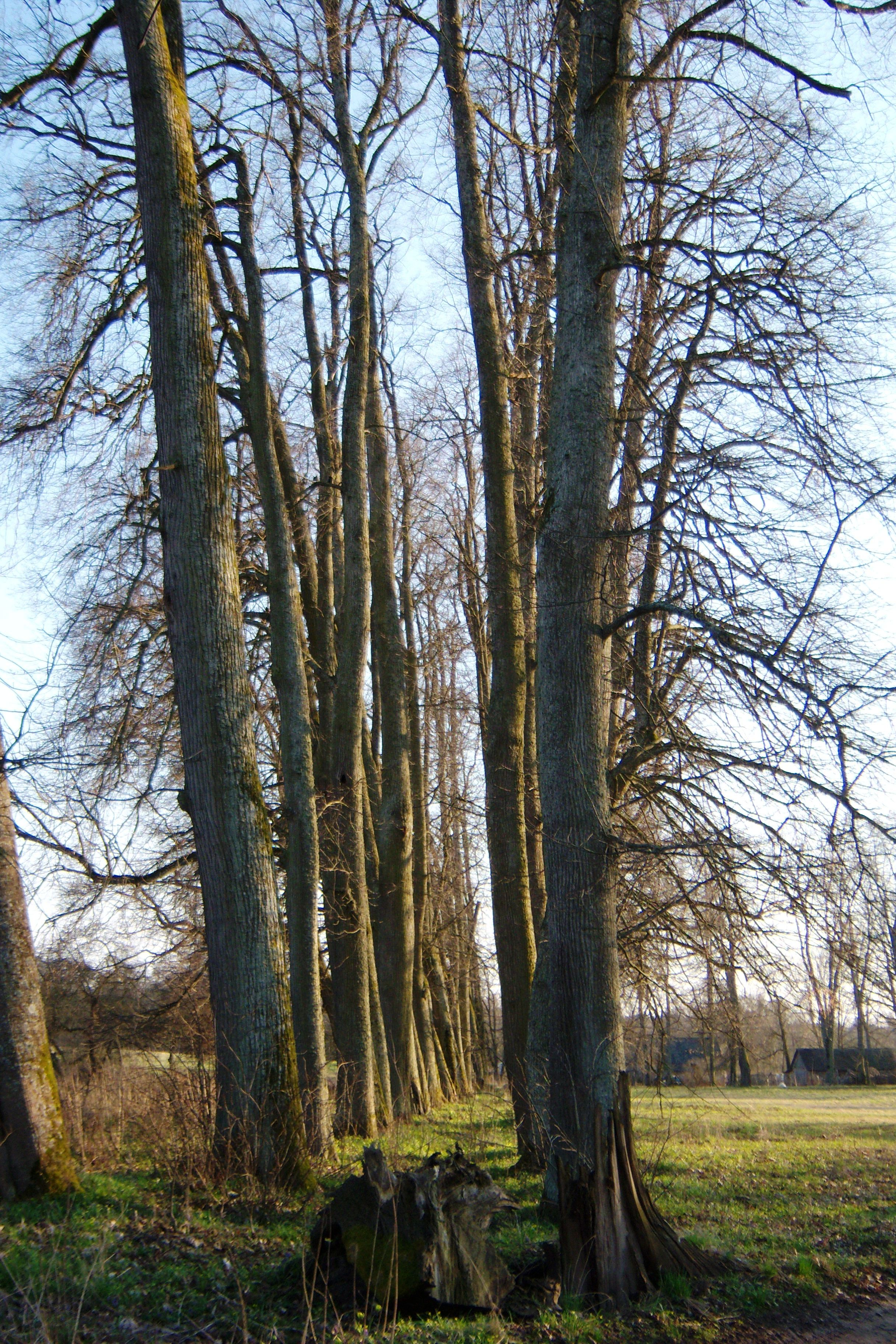
Aleja lipowa w parku dworskim (2014)

## Dwór
Prawdopodobnie Siemaszkowie wznieśli tu w drugiej połowie XVIII wieku parterowy dwór. Jest to niewielki budynek, siedmioosiowy, na wysokiej prostokątnej podmurówce, kryty gładkim czterospadowym dachem. Od strony podjazdu przed domem jest ganek o czterech kolumienkach wspierających trójkątny szczyt. Prawdopodobnie w drugiej połowie XIX wieku budynek przedłużono, wydłużając lewe skrzydło. 
Na ścianach pokoi dworskich wisiała tu duża kolekcja malarstwa polskiego. Zgromadzono tu również ogromną bibliotekę. Dom był otoczony przez trawniki i klomby, oraz ogród rozciągający się nad rzeką Wierzchnią (Verknė).
Obecnie w zabudowaniach dworskich funkcjonuje pub „Klėtis“.
Majątek Ustronie został opisany w 3. tomie Dziejów rezydencji na dawnych kresach Rzeczypospolitej Romana Aftanazego.